# キュウ・ウォン・ハン
キュウ-ウォン・ハン(ハン・ギュウォン 한규원 Kyu Won HAN)は、韓国・ソウル出身のアメリカ人バリトン歌手。

## 経歴
1972年、韓国・ソウル生まれ。マンハッタン音楽院で学士号、修士号を取得。ベルヴェデーレ国際声楽コンクール、マリオ・ランツァ・コンクール、
オラトリオ協会コンクール、プッチーニ・コンクール、ディカーポ・オペラ・コンクール、コネティカット・オペラ・ギルド・コンクールを始め数多くのコンクールで受賞。サンフランシスコ・オペラのアドラー・フェローシッププログラムに選ばれ、99年同劇場の《ドン・ジョヴァンニ》のマゼット役でデビュー。
2001年にフランス国立ライン・オペラ《トゥーランドット》（ピン役）でヨーロッパ・デビューを果たし、同年3月には新国立劇場で《魔笛》にパパゲーノ役で登場。サンフランシスコ・オペラの《カルメン》、《蝶々夫人》、《トゥーランドット》、ボルドー劇場の《蝶々夫人》《セビリアの理髪師》等に出演。
2011年バンコク、ロンドンにてオペラ「Mae Naak」に出演。香港ではマスタークラスを開催した。
韓国では、韓国放送公社（KBS）の大河ドラマ「大王世宗(King Sejong the Great)」（2008）の主題歌「あなたの歌(Nim Ui No Rae)」を歌唱。KBSの「開かれた音楽会」にも度々出演している。
日本でも各種オペラ・コンサートに出演し、音楽番組では「題名のない音楽会」に度々出演している。
2004年シーズンより、佐渡裕総監督のもと毎年12月に大阪城ホールで開催される『サントリー1万人の第九』コンサートにほぼ毎年出演している。

## 21世紀初頭 日本での出演コンサート
- 2003年　2002FIFAワールドカップKorea/Japan 一周年記念ガラコンサート
- 2005年　ベートーヴェン：交響曲第9番「合唱付き」『兵庫県立芸術文化センターオープニングコンサート』
- 2005年　被爆60年「平和巡礼2005」 広島・長崎平和コンサート(NHK主催)
- 2006年　佐藤しのぶクリスマスコンサート「The Gift」特別ゲスト
- 2007年　ヴェルディ：レクイエム　京都市交響楽団　（指揮：広上淳一）
- 2008年　フォーレ：レクイエム　兵庫芸術文化センター管弦楽団　（指揮：佐渡裕）
- 2008年　仙台クラシックフェスティバル出演
- 2008年　ヘンデル：メサイア チェンバープレイヤーズ・トウキョウ (指揮：長谷川朝雄)
- 2008年　「東京都庭園美術館コンサート」出演
- 2008年　「HTB 朝日ジルベスターコンサート」札幌交響楽団  (指揮：現田茂夫)

## 21世紀初頭 日本での出演オペラ
- 2001年　新国立劇場《魔笛》にパパゲーノ役
- 2006年7月/2008年3月　兵庫芸術文化センター管弦楽団オペラ《蝶々夫人》にシャープレス、ヤマドリの2役
- 2007年　新日本フィルハーモニー交響楽団定期演奏会《こうもり》にフランク役　（指揮：クリスティアン・アルミンク）

## 2011-2012 出演
- 2011年　オルフ:『カルミナ・ブラーナ』　 シエナ・ウインド・オーケストラ　（指揮：佐渡裕）
- 2011年　メンデルスゾーン:オラトリオ『エリヤ』チェンバープレイヤーズ・トウキョウ (指揮：長谷川朝雄)
- 2011年　「キュウ・ウォン・ハン〜至宝の韓流バリトン〜」かつしかシンフォニーヒルズ
- 2011年　第319回日経ミューズサロン「珠玉の名曲集〜イタリア歌曲からポップスまで〜」　日経ホール
- 2011年　「キュウ・ウォン・ハン  バリトン クリスマス・リサイタル」The Glee
- 2011年　オペラ『Mae Naak』 - Maak役 （総監督：ソムトウ・スチャリトカル）
- 2011年　ベートーヴェン：交響曲第9番「合唱付き」「21世紀の第九」　日本センチュリー交響楽団（指揮：ケン・シェ）
- 2011年　「HTB 朝日ジルベスターコンサート」札幌交響楽団（指揮：現田茂夫）
- 2012年1月　ブラームス：ドイツ・レクイエム　兵庫芸術文化センター管弦楽団（指揮：佐渡裕）
- 2012年4月  ソロ・リサイタル     香港コンサートホールにて

## 2012-2013 出演
- 2012年7月　佐渡裕プロデュースオペラ　プッチーニ：『トスカ』　アンジェロッティ役（指揮：佐渡裕）
- 2012年10月　ベートーヴェン：ミサ・ソレムニス　京都市交響楽団（指揮：広上淳一）
- 2012年12月　ベートーヴェン : 交響曲第9番「合唱付き」in『サントリー10000人の第9 〜30年目の歓喜を歌おう〜』（指揮：佐渡裕）
- 2012年12月　ソムトウ・スチャリトカル 指揮：オペラ『The Silent Prince』King of Kashi役
- 2012年12月　ベートーヴェン：交響曲第9番「合唱付き」 新日本フィルハーモニー交響楽団　(指揮:リュウ・シャオチャ)
- 2012年12月　ベートーヴェン：交響曲第9番「合唱付き」「21世紀の第九」 日本センチュリー交響楽団　(指揮:ケン・シェ)
- 2013年4月　オルフ:「カルミナ・ブラーナ」 兵庫芸術文化センター管弦楽団 (指揮:佐渡裕)
- 2013年4月　ヴェルディ:「レクイエム」 香港愛楽団 (SAR Philharmonic)
- 2013年5月22日　ベートーヴェン：交響曲第9番「合唱付き」  合唱:The Heart and Eyes Choir　NY Carnegie Hall    Presented by NPO Yukiwariso Co.

## 2013-2014 出演
- 2013年7月8日　 東北被災地支援「小象ババール 被災地を巡る」コンサート    神奈川県なぎさホール(逗子文化プラザ)
- 2013年7月12日　キュウ・ウォン・ハン  バリトン・リサイタル   那覇市パレット市民劇場
- 2013年8月23日　シネマ⭐パラダイス  河口湖円形ホール
- 2013年8月25日　ベートーヴェン：交響曲第9番「合唱付き」『富士山の麓で第九演奏会』 東京フィルハーモニー交響楽団　(指揮：佐渡裕)
- 2013年12月1日　ベートーヴェン : 交響曲第9番「合唱付き」in 第31回 『サントリー1万人の第九 〜歌おう、よろこびに向かって。〜』（指揮：佐渡裕）
- 2013年12月15日　ベートーヴェン：交響曲第9番「合唱付き」 京都市交響楽団　(指揮：モーシェ・アツモン)
- 2014年1月11日　リサイタル：宝塚ベガホール

## 2016-2017 出演
- 2016年12月4日　第34回 『サントリー1万人の第九』（指揮：佐渡裕）
- 2016年12月14-22日　シエナ・ウインド・オーケストラ演奏会2016（指揮：佐渡裕）
- 2016年12月28日　『21世紀の第九』（会場：ザ・シンフォニーホール、指揮：ケン・シェ）

## ディスコグラフィ
CD
- サウンドトラック「大王世宗(The Great King Sejong)」
- Questo Amor「この愛を〜イタリアを歌う」 (avex-CLASSICS 2008.9.10)

DVD
- DVD with Jung Won Park,Soprano